# Lesnovek
Lesnovek je osada, část obce Hlavice v okrese Liberec. Nachází se asi 1,5 kilometru severovýchodně od Hlavic. Lesnovek leží v katastrálním území Hlavice o výměře 4 km².

## Historie
První písemná zmínka o vesnici pochází z roku 1547.

## Pamětihodnosti
- Socha Panny Marie
- Krucifix

## Galerie

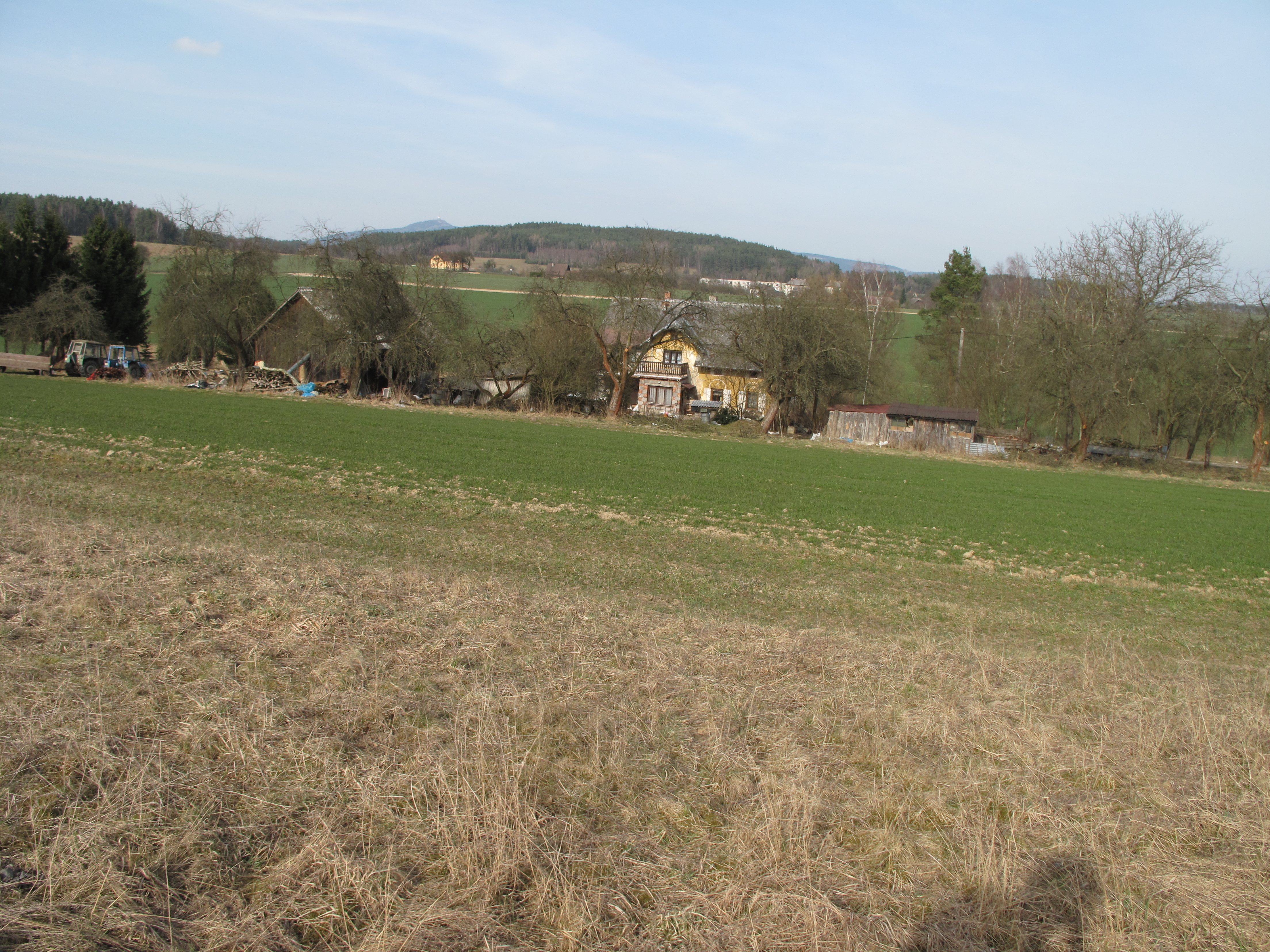
Chalupa na samotě
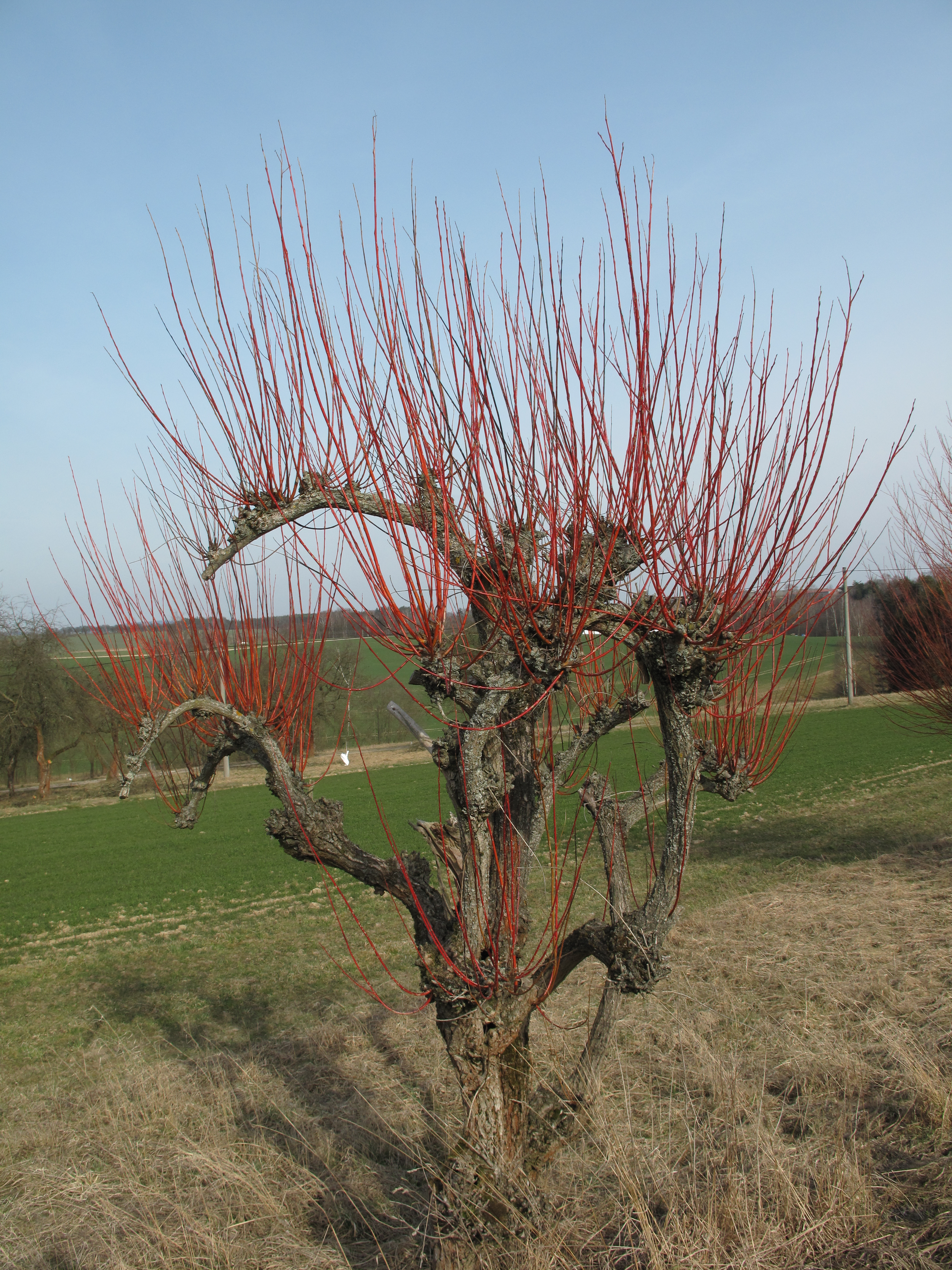
Okrasné vrby